# Thanh Hà, Thanh Liêm
Thanh Hà là một xã thuộc huyện Thanh Liêm, tỉnh Hà Nam, Việt Nam.

## Địa lý
Xã có diện tích 8,20 km², dân số là 10.891 người, mật độ dân số đạt 1.329 người/km².

## Lịch sử
Năm 2013, xã Thanh Hà nhận 8,46 ha diện tích tự nhiên từ xã Thanh Tuyền, nâng diện tích lên 8,1957 km² diện tích tự nhiên và 10.891 người..